# Newsgame
Newsgames são jogos eletrônicos baseados em acontecimentos reais e em aspectos do jornalismo e das notícias. 
O termo newsgames abrange um vasto campo de trabalhos produzidos na interseção entre o campo dos videogames e do jornalismo. Esse gênero de jogos eletrônicos é geralmente baseado em histórias e acontecimentos reais, mas os newsgames também podem oferecer experiências fictícias baseadas em fontes reais. Segundo Welliton Carlos, a expressão pode se configurar como um formato jornalístico, que passa por processo semelhante ao da midiamorfose ou convergência tecnológica, semelhante ao que propõe Roger Fidler. Para o pesquisador, os newsgames incrementam a era do jornalismo visual. Sob este viés, de passagem da infografia para os jogos, Welliton cita a criação do portal IG que trata da bateria de escola de samba Grande Rio como um dos exemplos deste novo formato.    
Para Miguel Sicart, newsgames são jogos sérios baseados em eventos atuais, produzidos com a intenção de estimular o debate público.  Já o designer de jogos uruguaio, Gonzalo Frasca, um dos pioneiros no trabalho e pesquisa com newsgames, associa esse gênero de jogos eletrônicos às charges e cartuns políticos, que buscam transmitir uma opinião e fazer com que os jogadores analisem um determinado fato, notícia ou acontecimento, a partir de uma visão determinada pela mecânica e os objetivos do jogo. Esse processo é chamado por Ian Bogost de “retórica processual”. No Brasil o gênero tem sido usado em sites de de publicações como Superinteressante, Estadão e G1.  O newsgame Filosofighters da Superinteressante, inclusive, atingiu repercussão internacional numa apuração que explicava conceitos básicos de filosofia através de um jogo de luta. 

## Retórica processual
O pesquisador, critico e designer de videogames, Ian Bogost, professor do Georgia Institute of Technology, descreve a “retórica processual” como “persuadir por meio de processos” ou a forma como um videogame incorpora uma ideologia em sua estrutura computacional.  Para Bogost, os jogos eletrônicos, por meio das regras e objetivos impostos ao jogador, podem persuadi-lo a enxergar uma situação a partir de um ponto de vista ou posicionamento politico, estabelecido pelo autor do jogo. Por exemplo, no newsgame Kabul Kaboom , de Gonzalo Frasca, sobre a guerra do Afeganistão, o jogador deve coletar a comida e desviar das bombas que caem do céu. Entretanto, após pouco tempo, é fácil perceber que não há como vencer e o jogo sempre termina em derrota. Esse processo, chamado por Bogost de “retórica processual da derrota”, revela a opinião do criador do jogo de que “uma politica externa que envolva despejar comida e bombas em um mesmo país, no final, sempre terminará com as bombas matando e ferindo as pessoas que deveriam receber a ajuda humanitária”. Da mesma forma, no newsgame , September 12th, também de Frasca, o objetivo é eliminar os terroristas, por meio de bombardeios aéreos, mas sem atingir os civis. Porém, logo o jogador percebe que é impossível atingir apenas os terroristas. Novamente as regras e objetivos do game demonstram o posicionamento do autor de que não é possível eliminar terroristas com bombardeios, sem atingir também civis.

## Tipos de newsgames
No livro “Newsgames: Journalism at Play”, Ian Bogost, Simon Ferrari e  Bobby Schweizer dividem os newsgames em seis categorias: atualidades, infográficos, jogos documentários, quebra-cabeças, educativos e jogos em comunidade.
Newsgames sobre atualidades – com a facilidade cada vez maior de se produzir jogos rapidamente e a custos menores, é possível produzir games sobre notícias e acontecimentos recentes. Esse jogos geralmente são jogos marcados por uma forte opinião e/ou critica por parte do autor. Esse tipo de newsgames possui forte identificação com os editoriais jornalísticos e cartuns políticos e de críticas sociais. 
Newsgames infográficos – são jogos que surgem de uma evolução dos infográficos jornalísticos, adaptados para os meios digitais. Os infográficos digitais permitem novas formas de interação e se comportam mais como games, onde os jogadores podem simular diferentes cenários e situações, baseados em informações de acontecimentos reais.
Newsgames documentários – são jogos que abordam fatos históricos e atuais de forma semelhante aos documentários e reportagens investigativas. Normalmente são jogos maiores, que oferecem experiências dos acontecimentos que são noticia, impossíveis de serem assimiladas no noticiário convencional; ou que recriam espaços, acontecimentos e sistemas do passado que só poderiam se compreendidos, de outra forma, por meio de filmes de arquivo ou da imaginação.
Newsgames quebra-cabeças – são jogos que surgem da adaptação de palavras cruzadas e questionários sobre noticias para o mundo digital, dando origem a novos quebra-cabeças e jogos casuais.
Newsgames educativos – são jogos que contribuem para o aprendizado do jornalismo. Jogos que oferecem informações diretas ou indiretas sobre como ser um bom jornalista ou sobre a importância do jornalismo para os cidadãos e a sociedade.
Newsgames de comunidade – são jogos que estimulam e criam comunidades e grupos locais, muitas vezes situando o jogo parte no mundo virtual e parte no mundo real.

## No Brasil
O Brasil tem tido papel de destaque na criação de jogos jornalísticos , especialmente através do site da Superinteressante. Os newsgames passaram a ser produzidos no Brasil por volta de 2007, ainda de maneira intuitiva , em sites como Mundo Estranho, G1 e Aventuras na História. O primeiro newsgame da Superinteressante foi "CSI: Ciência contra o Crime", desenvolvido pelo Núcleo Jovem Digital, na época coordenada pelo jornalista Rafael Kenski - pioneiro na criação de ARGs (Alternate reality game) no Brasil. A produção de jogos no Núcleo Jovem cresceu entre os anos 2009 e 2012, quando sua equipe digital foi liderada pelo jornalista Fred Di Giacomo e contava com colaboradores pioneiros no gênero como os designers Daniel Apolinario e Fabiane Zambon e os programadores Bruno Xavier e Doug Kawazu. Entre os jogos da Super, o que atingiu maior repercussão foi o jogo Filosofighters que recebeu resenhas elogiosas da PC Gamer inglesa, ganhou prêmios e atraiu jogadores do mundo todo. Em 2012, para uma reportagem sobre trânsito, o periódico Diário da Manhã criou um newsgame que simulava o caminho percorrido e a aceleração de um motociclista. O jogador-leitor controlava a moto através do teclado de um computador.  
A produção inovadora de jogos jornalísticos no Brasil foi tema de matéria no "Niemans Lab" de Harvard e no site do Kinght Center, ligado à Universidade do Texas. Conforme Welliton, a grande questão teórica do newsgame consiste agora em situá-lo dentro do debate de gêneros jornalísticos para web, se o termo se comporta como um tipo dos formatos ou se insere como formato além da dicotomia jornalismo opinativo e informativo.  

## Exemplos de newsgames
- Inside the Haiti Earthquake, sobre o terremoto de 2010 no Haiti [15]. Acesso em 08-10-2012.
- Jogo da Máfia, a revista Superinteressante criou esse game para explicar a globalização das máfias
- Kabul Kaboom, sobre a guerra no Afeganistão [8]. Acesso em 08-10-2012.
- Filosofighters, jogo de luta explica conceitos filosóficos com apuração jornalística
- September 12th, sobre a guerra ao terrorismo [9]. Acesso em 08-10-2012.
- Darfur is Dying, sobre a crise dos refugiados na região de Darfur, no Sudão [16]. Acesso em 08-10-2012.
- Cutthroat Capitalism, sobre a pirataria na região da Somália [17]. Acesso em 08-10-2012.
- JFK Reloaded, sobre o assassinato do presidente americano John Kennedy em 1963 [18]. Acesso em 08-10-2012.